# Tresserve
Tresserve är en kommun i departementet Savoie i regionen Auvergne-Rhône-Alpes i sydöstra Frankrike. Kommunen ligger i kantonen Aix-les-Bains-Sud som tillhör arrondissementet Chambéry. År 2022 hade Tresserve 2 927 invånare.

## Befolkningsutveckling
Antalet invånare i kommunen Tresserve
| Referens: INSEE |